# Золотистая сипуха
Золотистая сипуха (лат. Tyto aurantia) — вид совообразных (Strigiformes) птиц из семейства сипуховых (Tytonidae). Биологическая и экологическая характеристики вида плохо изучены и требуют тщательного исследования.

## Описание

### Внешний вид
Общая длины птицы — 27—33 см; длина крыла — 220—230 мм, хвоста — 99 мм. Данных о весе нет.
Птицу украшает бледное рыже-золотое оперение, темнеющее ближе к спине. На верхней части тела есть V-образные пестрины; крупные на кроющих перьях крыла и спине, они уменьшаются к основанию шеи и темени. Внутри V-образные дуги светлые, с тёмным пятном посередине; отчетливей всего они проявляются на кроющих перьях крыльев и спине.
Лицевой венчик светлого охристого цвета с покрытым мелкими темными пятнами красновато-коричневым ободком. На маховых перьях 1-го и 2-го порядка и на хвосте есть по нескольку темно-коричневых полос; на кончиках маховых перьев есть темные пятна.
Низ птицы немного бледнее верхней части, с неровными, похожими на сердца, темно-коричневыми пятнышками.
Ноги золотистой совы довольно длинные, бледно-охристое оперение спускается к основанию ноги, к оголенным пальцам.
Клюв достаточно мощный в соотношении с размерами птицы, однако ноги и когти относительно слабые.
Глаза черно-карие. Клюв пепельно-белого оттенка. Цвет пальцев ног варьируется от желтовато-серого до коричнево-серого. Когти коричневые, темнеют ближе к концам.

### Отличия от других видов
Ни у одного представителя рода Tyto нет золотисто-рыжего оперения и V-образных пятен в районе спины и кроющих перьев на крыльях.

## Распространение и место обитания
Эндемик острова Новая Британия, который находится в составе Папуа — Новой Гвинеи. Обитает в лесных низменностях, хотя один образец был получен на высоте 1 000 м.

## Голос
Информации почти нет. Местные жители прозвали золотистую сипуху «а какаула» (a kakaula) за её специфический крик. Также известно, что она издает шипение и пронзительные визги, но никаких звуковых записей, подтверждающих это, нет.

## Поведение
Ведет ночной образ жизни, как и другие представители сипуховых. О привычках ничего не известно.

## Питание
Местные рассказы утверждают, что основным рационом золотистой сипухи являются мелкие грызуны; скорее всего, они охотятся также на других небольших позвоночных и насекомых.